# 밸브 코퍼레이션
밸브 코퍼레이션(영어: Valve Corporation)은 미국의 컴퓨터 · 비디오 게임 개발사로, 1998년 11월 19일 발매된 첫 게임 《하프라이프》로 유명해졌다. 이후 2004년 11월 16일 《하프라이프 2》를 발매하여 새로운 게임 엔진인 소스 엔진과 온라인 배급 플랫폼인 스팀을 내놓았다.

## 개요
밸브 코퍼레이션은 10여 년 동안 마이크로소프트에서 근무했던 게이브 뉴얼과 마이크 해링턴이 1996년 8월 공동으로 창립했고, 창립 당시의 이름은 밸브 소프트웨어였다. 1998년 11월 《하프라이프》를 발매하고 50개가 넘는 올해의 게임상을 수상했다.
이후 《하프라이프》의 모드 게임인 《카운터 스트라이크》, 《팀 포트리스 클래식》, 《데이 오브 디피트》 등을 직접 발행했고, 2004년 발매된 후속작 《하프라이프 2》까지 합해서 모두 1500만장의 판매량을 기록했다.
《하프라이프 2》를 발행하면서, 그 개발에 쓰인 게임 엔진인 소스 엔진과 온라인 배급 플랫폼인 스팀도 공개했다.
2007년, 《포탈》을 발매, 2008년, 《레프트 4 데드》를 발매하면서 현재 밸브 코퍼레이션의 게임 시리즈는 총 6개가 되었다.

## 제품

### 게임
- 하프라이프
  - 하프라이프: 어포징 포스
  - 하프라이프: 블루 쉬프트
  - 하프라이프: 디케이
  - 하프라이프: 업링크
  - 하프라이프: 소스
  - 하프라이프: 데스매치 소스
- 하프라이프 2
  - 하프라이프 2: 데스매치
  - 하프라이프 2: 로스트 코스트
  - 하프라이프 2: 에피소드 1
  - 하프라이프 2: 에피소드 2
- 하프라이프: 알릭스
- 카운터 스트라이크
  - 카운터 스트라이크: 컨디션 제로
  - 카운터 스트라이크: 소스
  - 카운터 스트라이크: 글로벌 오펜시브
- 데이 오브 디피트
  - 데이 오브 디피트:소스
- 팀 포트리스 클래식
  - 팀 포트리스 2
- 포탈
  - 포탈 2
- 레프트 4 데드
  - 레프트 4 데드 2
- 데스매치 클래식
- 에일리언 스웜
- 리코쳇
- 도타 2

### 기술/소프트웨어
- 스팀
- 소스 엔진
- 밸브 안티 치트
- 하이 다이내믹 레인지 렌더링
- 스팀 클라우드
- 소스 SDK
- 골드Src